# Frank Drake

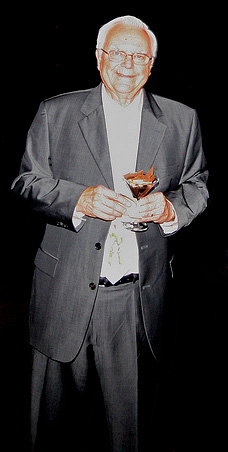
Frank Drake

Dr. Frank Donald Drake (n. 28 mai 1930, Chicago, Illinois, SUA – d. 2 septembrie 2022, Aptos⁠(d), Santa Cruz County⁠(d), California, SUA) a fost un astronom și astrofizician american. Este cunoscut mai ales pentru fondarea programului de căutare a vieții SETI și pentru crearea ecuației care îi poartă numele (în 1961) și a Mesajului Arecibo (în 1974) .
În 1960, la Universitatea Cornell, Frank Drake a efectuat primul experiment modern SETI, numit Proiectul Ozma.

## Formula lui Drake
Frank Drake este autorul unei formule probabilistice, care oferă posibilitatea să se calculeze probabilitatea apariției vieții raționale oriunde în Univers. Conform acestei formule, această probabilitate este egală cu produsul câtorva probabilități, și anume: a)probabilitatea ca în Univers să apară o galaxie de tipul Căii Lactee, b) ca într-o Galaxie, să apară o stea de tipul Soarelui, c) ca o stea de tipul Soarelui să aibă planete,d) Ca o planetă de tipul Pământului să dea naștere vieții (celor mai simple forme biologice) e) ca cele mai simple forme biologice să evolueze în ființe raționale, de tipul omului.
Numărul total de galaxii în Univers este de ordinul a câtorva sute de miliarde.
Numărul mediu de stele într-o Galaxie este de același ordin de mărime, adică- câteva sute de miliarde de stele pot exista într-o galaxie medie.Numărul de exoplanete observate cu certitudine la începutul anului 2017 este de 700.